# Laskowicze Małe
Laskowicze Małe (biał. Малыя Лясковічы, Małyja Laskowiczy; ros. Малые Лесковичи, Małyje Leskowiczi) – wieś na Białorusi, w obwodzie brzeskim, w rejonie bereskim, w sielsowiecie Siehniewicze.

## Historia
W XIX i w początkach XX w. wieś i folwark położone w Rosji, w guberni grodzieńskiej, w powiecie prużańskim, w gminie Czerniakowo.
W dwudziestoleciu międzywojennym leżały w Polsce, w województwie poleskim, w powiecie prużańskim, do 22 stycznia 1926 w gminie Czerniaków, następnie do 1 kwietnia 1932 w gminie Międzylesie i od 1 kwietnia 1932 w gminie Siechniewicze. W 1921 miejscowość liczyła 84 mieszkańców, zamieszkałych w 16 budynkach, wyłącznie Białorusinów wyznania prawosławnego.
Po II wojnie światowej w granicach Związku Sowieckiego. Od 1991 w niepodległej Białorusi.